# 스콧 쿠퍼
스콧 쿠퍼(영어: Scott Cooper, 1970년 4월 20일 ~ )는 미국의 영화감독, 각본가, 프로듀서, 배우이다. 그는 《크레이지 하트》(2009), 《아웃 오브 더 퍼니스》(2013), 《블랙 메스》(2015)와 《몬태나》(2017)을 연출했다.

## 작품 목록
| 년도 | 제목                | 영화 감독 | 각본가 | 영화 프로듀서 |
| ---- | ------------------- | --------- | ------ | ------------- |
| 2009 | 크레이지 하트       | 예        | 예     | 예            |
| 2009 | 포 세일 바이 오너   |           | 예     | 예            |
| 2013 | 아웃 오브 더 퍼니스 | 예        | 예     |               |
| 2015 | 블랙 메스           | 예        |        | 예            |
| 2017 | 몬태나              | 예        | 예     | 예            |
| 2021 | 앤틀러스            | 예        | 예     | 아니요        |
| 2022 | 페일 블루 아이      | 예        | 예     | 예            |